# Dret Civil de les Illes Balears
El Dret Civil de les Illes Balears és el dret foral, o també dret especial o dret propi, que ha perviscut a les Illes Balears, enfront del dret general espanyol imposat a partir de l'ocupació borbònica, amb la posterior annexió espanyola de Menorca, i el Decret de Nova Planta que se'n derivà.

## Origen del dret civil de les Illes Balears
L'origen del dret propi de les Balears és la Carta de Franquesa atorgada per Jaume I als pobladors de Mallorca el 1230. El seu fill Jaume II, el 1299, establí el sistema de fonts de l'ordenament jurídic basat en les consuetudines et libertates insulae. és a dir, en els privilegis, bons usos i estils de la Cúria. Sols a manca d'aquesta, i en matèria penal, s'havia d'acudir als Usatges de Barcelona, i en darrer extrem al dret comú romano-canònic.
El dret de les Balears, derivat dels seus costums i privilegis, fou recollit des de temps molt reculats en codis i repertoris. La recopilació més completa fou la realitzada a principis del segle xvii i titulada Recopilació de les Franqueses i Dret municipal Mayoricarum, feta per encàrrec dels jurats del regne.
Un cop produïda l'ocupació militar per l'exèrcit castellano-francès de Felip V de Borbó, el Decret de Nova Planta primer, i la constant legislació espanyola després, desarticularen el dret propi de les Balears, deixant-lo circumscrit a algunes disposicions aïllades del dret civil, que aconseguiren perdurar a pesar de l'aprovació del Codi Civil del 1889. Es varen consolidar sis règims de dret civil: el llamado común o de Castilla que regia, amb algunes escasses diferències per a Galícia, a 39 províncies; el d'Aragó; el de les Balears; el de Catalunya, el de Navarra i el de Biscaia (amb Àlaba i Guipúscoa).

## La Memòria de Pere Ripoll i Palau
L'any 1880, el ministre Álvarez Bugallal manà redactar les memòries de les institucions vigents que s'havien de conservar en els territoris forals. Amb relació a les Balears s'encomanà la redacció d'aquesta memòria al jurista Pere Ripoll i Palau. Aquest document és la peça inicial per elaborar els futurs apèndix. El Decret de 1880 d'Alvarez Bugallal establí que la memòria s'havia de limitar a los principios e instituciones de Derecho foral vigente que, por su vital importancia sea a su juicio indispensable introducir como excepción en el futuro Código Civil". En el procés d'unificació cap al Codi Civil unificat sols s'havien de conservar excepciones que no es poguessin suprimir. La Memòria tracta els temes següents:
- El règim dels casats, posant de manifest el desconeixement per als balears del règim de guanys, ja que cada cònjuge conserva la propietat dels seus béns.

- El tema de les donacions, tant l'excepció d'insinuació com la donació universal de béns presents i futurs, institució pròpia que atorga al donatari la qualitat de futur hereu.

- Els censos propis de les Balears amb les seves característiques pròpies.

El text articulat consta de 34 articles (11 de successions, 9 de règim econòmic matrimonial, 2 de donacions i 11 de censos).

## El projecte d'Apèndix
A partir de l'entrada en vigor del Codi Civil es comença a pensar en l'elaboració dels seus apèndixs per a conservar les institucions forals, encara que reduïdes a les que no es podien suprimir sense afectar de manera pregona la família o la propietat i derogant el dret romà i canònic com a supletori. La comissió redactora constituïda el 1899, presidida per Pere Ripoll i Palou, estava formada per Manuel Guasp i Pujol, Pere Sampol, Josep Socias i Gradolí, Enric Sureda i Morera i Miquel Ignasi Font i Muntaner. El projecte d'apèndix es va finalitzar el 20 de febrer de 1903 i constava de 82 articles, sense consignar el Dret Romà com a supletori preferent en tot el relatiu a successions. Es dividia en 7 títols: de l'estatge, de les donacions, de la successió testada, de la successió intestada, del dret d'acréixer, dels béns dels casats i dels censos. El projecte es va aprovar amb els vots particulars dels vocals Guasp i Socias, partidaris de suprimir el dret propi. Fins al 1921 el Col·legi d'Advocats no va emetre el seu informe, ja mort Pere Ripoll que havia estat substituït per Marià Canals. De tota manera l'apèndix va restar en via morta.

## La Compilació de 1961
El 1948 va ser nomenada una nova comissió de juristes per elaborar per elaborar una Compilació del dret civil propi de les Illes Balears. La componien Joan Alemany, Manuel Cerdó, Germán Chacartegui, Gabriel Subias, Fèlix Pons i Josep Quiñones. El projecte es va aprovar el 23 de febrer de 1949. A més dels títols de l'apèndix de 1903 n'inclou un dedicat a la societat rural menorquina. A la disposició general primera es renuncia al dret romà en favor del dret comú (Codi Civil), però en el títol preliminar es regula el sistema de fonts del dret balear (dret romà o foral i usos i costums, marginant per tant el dret comú).
El 1958 es constituí la Secció Especial per a la Compilació del Dret Civil de les Illes Balears que va prendre com a base el text de 1949. Però finalment es va estructurar en tres llibre, un per a cada territori insular. El projecte va ser elevat al Consell de Ministres el 12 d'agost de 1960 i aprovat per la Llei 5/1961 de 19 d'abril.

## La Llei de 1990 del Parlament Balear i el text refós
La Compilació de 1961 va ser actualitzada per una llei del Parlament de les Illes Balears, adaptant-la a la Constitució de 1978, aprovada en la sessió plenària del 20 de juny de 1990. El Consell General Interinsular havia designat una comissió de juristes el 1981. El 6 de setembre de 1990 es va aprovar, per Decret Legislatiu, el Text refós de la Compilació del Dret Civil de les Balears, que recull els preceptes que encara quedaven vigents de la Llei espanyola 5/1961 i els preceptes de la Llei balear 8/1990 de 28 de juny. El text refós va ser modificat de manera parcial l'any 1993, després d'haver estat declarat inconstitucional pel Tribunal Constitucional, en part, l'article 2 i, posteriorment, per la Llei 3/2009, de 27 d'abril, de modificació de la Compilació de Dret Civil de les Illes Balears, sobre causes d'indignitat successòria i desheretament.

## El dret civil balear en l'actualitat
Les institucions previstes són escasses. Pel que fa al règim econòmic familiar es preveu la separació de béns dels cònjuges com a règim legal si no hi ha pacte, preveient que l'autoritat judicial adopti mesures encaminades a obtenir una major rendibilitat o utilitat del patrimoni del cònjuge que no generi recursos; en les successions, s'inclou la donació universal de béns, la consagració de la llibertat de testar, moderada per un sistema de llegítimes que inclou els descendents, els pares i el cònjuge vidu; la figura de l'hereu distribuïdor i la figura de la definició que permet als fills emancipats el renunciar a l'herència dels pares davant d'una donació rebuda d'ells en vida; el tractament del fideïcomís i,en darrer terme, l'estatge, els censals i els alous.